# واين ميلز
واين ميلز (بالإنجليزية: Wayne Mills)‏ هو كاتب أغاني أمريكي، ولد في 17 أغسطس 1969 في أراب في الولايات المتحدة، وتوفي في 23 نوفمبر 2013 في ناشفيل في الولايات المتحدة.

## روابط خارجية
- واين ميلز على موقع ميوزك برينز (الإنجليزية)
- واين ميلز على موقع ديسكوغز (الإنجليزية)